# Odbojka na OI 2004.
Odbojka na Olimpijskim igrama u Ateni 2004. godine uključivala je natjecanja u odbojci te u odbojci na pijesku, kako za žene tako i za muškarce.

## Osvajači medalja - odbojka
|       | Zlato | Srebro | Bronca |
| Muški | Brazil Dante Amaral Nalbert Bitencourt Gustavo Endres Ricardo Garcia Gilberto Godoy Filho Andre Heller Mauricio Lima Andre Nascimento Anderson Rodrigues Rodrigo Santana Sergio Dutra Santos | Italija Matej Cernic Alberto Cisolla Paolo Cozzi Alessandro Fei Andrea Giani Luigi Mastrangelo Samuele Papi Damiano Pippi Andrea Sartorelli Paolo Tofoli Valerio Vermiglio                                          | Rusija Pavel Abramov Sergej Baranov Stanislav Dinjekin Andrej Egorčev Aleksej Kazakov Vadim Kamutskik Taras Ktej Aleksej Kosarev Aleksej Kulešov Sergej Tetjukin Konstantin Ušakov Aleksej Verbov |
| Žene  | Kina Lina Vang Nina Song Jing Čen Juehong Zang Ruirui Zao Suhong Zu Šan Li Janan Liu Hao Jang Kun Feng Ping Zang Na Zang                                                                     | Rusija Aleksandra Korukovec Olga Nikolajeva Elena Tjurina Olga Čukanova Elizaveta Tiščenko Evgenija Artamonova Marina Šešenina Elena Plotnikova Natalija Safranova Ljubov Čačkova Irina Tebenikina Ekaterina Gamova | Kuba Zoila Barros Rosir Calderon Nancy Carrillo Ana Fernandez Maybelis Martinez Liana Mesa Aniara Muñoz Yahima Ortiz Daymi Ramirez Yumilka Ruiz Marta Sanchez Dulce Tellez                        |

## Osvajači medalja - odbojka na pijesku
|       | Zlato                                   | Srebro                                | Bronca                                  |
| Muški | Brazil Ricardo Alex Santos Emanuel Rego | Španjolska Javier Bosma Pablo Herrera | Švicarska Stefan Kobel Patrick Heuscher |
| Žene  | SAD Kerri Walsh Misty May               | Brazil Shelda Bede Adriana Behar      | SAD Holly McPeak Elaine Youngs          |